# Rpeak
Rpeak ist ein theoretischer Wert für die Spitzenleistung einer Rechenmaschine bei der Verarbeitung von Gleitkommazahlen. Dabei wird die Anzahl der Gleitkomma-Additionen und -Multiplikationen (mit voller Genauigkeit), die ein Rechenwerk in einer Zeitspanne (normalerweise die Zykluszeit) durchführt, gezählt und anhand der Taktfrequenz auf eine volle Sekunde hoch gerechnet. Dieser Wert wird dann in Gleitkomma-Operationen pro Sekunde, englisch floating point operations per second (FLOPS), angegeben. Als Beispiel führt ein Intel Itanium 2 vier Gleitkommazahl-Operationen pro Zyklus durch. Bei einem Takt von 1,5 GHz ergibt das einen Wert für Rpeak von 6 GFLOPS. Der Wert stellt eine theoretische Obergrenze der Gleitkomma-Rechenleistung dar, die in der praktischen Anwendung nicht erreichbar ist. Der leistungsfähigste Großrechner der Welt (Stand Juni 2012) erreicht dabei 20 Peta-FLOPS (PFLOPS), also 20 000 000 000 000 000 Gleitkomma-Operationen in einer Sekunde.

## Rmax
Rmax ist im Gegensatz zu Rpeak kein theoretisch hochgerechneter Wert, sondern ein mit einer Testsoftware (Benchmarking-Software) gemessener Wert im realen Betrieb einer Rechenanlage. Dabei ist der erreichte Wert von der Art der in der Testsoftware durchgeführten Berechnungen abhängig. Die Angabe Rmax ist also nur vergleichbar, wenn in den zu vergleichenden Fällen auch die gleiche Testsoftware in identischer Parametrierung verwendet wurde. In der TOP500-Liste der schnellsten Computersysteme der Welt wird Rmax mit Hilfe der HPL-Benchmark bestimmt, bei der lineare Gleichungssysteme gelöst werden. Der oben erwähnte Supercomputer mit Rpeak=20,1 PFLOPS erreicht dabei Rmax=16,3 PFLOPS, in diesem Fall also etwa 81 % der theoretisch möglichen Rechenleistung.

## Rpeak zu Rmax
Da Rpeak die theoretische Obergrenze angibt, gilt unabhängig von der verwendeten Benchmarking-Software immer Rmax ≤ Rpeak. Der Quotient Rpeak/Rmax wird auch als Effizienz des Systems bezeichnet und nimmt in der Praxis mit der Anzahl der Knoten ab.